# Gorzeszów (Kamienna Góra)
Gorzeszów (deutsch Görtelsdorf) ist ein Ortsteil der Landgemeinde Kamienna Góra (Landeshut) im Powiat Kamiennogórski der Woiwodschaft Niederschlesien in Polen.

## Geographie
Gorzeszów liegt zwischen dem Riesengebirge und dem Waldenburger Bergland im Tal der Zadrna (Zieder). Nachbarorte sind Grzędy im Norden, Unisław Śląski im Osten, Kochanów im Südosten, Jawiszów (Kleinhennersdorf) im Westen und Krzeszów sowie Krzeszówek im Nordwesten.

## Geschichte
Görtelsdorf wurde erstmals 1292 als „Gurtilerisdorf“ in der Stiftungsurkunde des Klosters Grüssau erwähnt. Es gehörte zu den 14 Dörfern, die zusammen mit der Stadt Liebau von Herzog Bolko I. dem Kloster mit allen Abgaben, Rechten und Pflichten übertragen wurden und den Grundstock des Stiftslandes bildeten. Zusammen mit dem Herzogtum Schweidnitz-Jauer gelangte es 1392 an die Krone Böhmen. Nach dem Ersten Schlesischen Krieg fiel es 1742 zusammen mit Schlesien an Preußen. 1810 wurde das Klostergut säkularisiert. Nach der Neugliederung Preußens 1815 gehörte es zur Provinz Schlesien und war ab 1816 dem Landkreis Landeshut eingegliedert, mit dem es bis 1945 verbunden blieb. Es bildete eine eigene Landgemeinde, die seit 1874 zum Amtsbezirk Kleinhennersdorf gehörte. 1939 lebten 434 Einwohner in Görtelsdorf.
Als Folge des Zweiten Weltkriegs fiel Görtelsdorf 1945 wie fast ganz Schlesien an Polen und wurde in Gorzeszów umbenannt. Die deutsche Bevölkerung wurde vertrieben. Die neu angesiedelten Bewohner waren teilweise Zwangsumgesiedelte aus Ostpolen, das an die Sowjetunion gefallen war. 1975–1998 gehörte Gorzeszów zur Woiwodschaft Jelenia Góra.

## Sehenswürdigkeiten
- Teufelstein